# 石田よし宏
石田 よし宏（いしだ よしひろ、1924年（大正13年）11月20日 - 2015年（平成27年）5月14日）は、日本の俳人。栃木県宇都宮市出身。宇都宮農林専門学校（現宇都宮大学農学部）農業経済学科卒業。本名は石田 榮宏（いしだ よしひろ）。
現代俳句協会に所属した俳句作家（本人は俳人ではなく俳句作家という肩書きを好んで使っていた）で、作品は前衛的な俳句、難解俳句と評される。評論も得意とし、『月々のことば』と称する俳句の評論を、毎月はがきで発行し、ライフワークとなっていた。
20代で作句を始め、俳誌「風」、「鬼怒」（創刊同人）、「鷹」を経て、平成12年「地祷圏」創刊・代表就任。平成21年通信句会『統』発足・主宰就任。
代表作に『人ごゑのごとく雨降る稲架明かり』（昭和52年俳句研究社主催全国俳句大会特選句）、『美しき稲妻となり遠ざかる』（平成21年句碑建立句）などがある。

## 略歴
- 昭和20年 宇都宮農林専門学校農業経済学科（現・宇都宮大学農学部）卒業。同校綜合農場に勤務するが肺結核・股関節カリエス発病により石橋病院に入院。当時主治医であった木村三男（俳誌「風」同人）に俳句を師事した。（以後石橋病院に9年間入院）。
- 昭和29年 石橋病院退院、栃木市に転居。トミ（随筆家・元國學院栃木短期大学教授）と結婚。
- 昭和33年 謄写版印刷（のちのイシダ印刷有限会社）を始める。栃木県俳句研究誌「鬼怒」創刊同人。長女誕生。
- 昭和48年 栃木県俳句作家協会設立に参加。
- 昭和50年 栃木県芸術祭俳句部門審査員、栃木県芸術祭運営委員、栃木市俳句協会設立に参加。
- 昭和61年 山本有三記念会設立に参加。
- 昭和62年 とちぎ蔵の街第九の会設立に参加・初代事務局長就任（〜平成2年）。
- 平成元年 栃木市俳句協会会長就任（〜平成18年）、栃木県現代俳句協会設立・会長就任（〜平成21年）。
- 平成03年 朝日新聞栃木俳壇・選者就任（〜平成24年）。
- 平成05年 旧栃木社会保険健康センター『ペアーレ』俳句講座・講師就任。
- 平成06年 栃木市文化協会会長就任（〜平成13年）。
- 平成11年 蕪村結城賞全国俳句大会・選者就任。
- 平成12年 全国ふきわれ俳句大会・選者就任。
- 平成14年 俳句同人誌「地祷圏」創刊・代表就任。
- 平成20年 旧栃木駅舎保存会を設立（平成16年移転完了）、俳誌「鬼怒」創刊50周年・終刊記念号発行。
- 平成21年 通信句会『統』発足・主宰就任。栃木県現代俳句協会名誉会長就任、栃木県現代俳句協会により、栃木市に句碑建立。

## 代表句
- 『人ごゑのごとく雨降る稲架明かり』
- 『美しき稲妻となり遠ざかる[1]』
- 『氷壁は女の誘ひかも知れぬ』
- 『わがたましいひ一つにあらず青芒』
- 『路地ごとに冬濤荒るる出雲崎』
- 『枯れ切つてピカソの天地左右かな』
- 『翔びさうな孫のまはりを銀杏散る』
- 『炎天の幹に父居る普段かな』
- 『蛇穴を出てたましひの集まる樹』
- 『とぶ鳥が青空のきず春欅』
- 『無縁死といふあこがれよ遠雪嶺』ほか

## 受賞歴
- 栃木県俳句作家協会賞・Ｓ賞受賞（昭和51年）
- 俳句研究社主催全国俳句大会特選（昭和52年）
- 栃木県知事表彰（自立更生）（昭和56年）
- 早野巴人顕彰全国俳句大会大賞受賞（平成2年）
- 現代俳句協会50周年記念功労賞受賞（平成9年）
- 厚生大臣表彰（自立更生）（平成11年）

## 著書
- 第一句集「炎天の幹」（昭和57年）
- 第二句集「宙間」（平成元年）
- 評論集「月々のことば」（平成8年）
- 第三句集「選者吟」（平成11年）
- 朝日新聞栃木俳壇「選評集」（平成12年）
- 第四句集「微光」上梓（平成13年）
- 評論集「月々のことば」第二集上梓（平成13年）
- 評論集「月々のことば」第三集上梓（平成20年)
- 朝日新聞栃木俳壇「選評集」II・III（平成21年）

## 【地祷圏 創刊の辞より】格を破る 石田よし宏
面白い俳句とは一体何なのだろう。「俳句は破格の詩」であると言う。自分の格を破ることに俳句の存在価値があるというのである。自己模倣・類型類想からの脱却と言い換えてもいい。それが、取りも直さず面白い俳句の原点につながることに間違いはない。『地祷圏』とは、私たちの敬愛する宗左近氏が、縄文の大地に祈る下野の風土に対して命名されたものである。私は、この『地祷圏』という名の圧倒的な存在感に血が躍った。縄文の大地に祈る下野びとの自覚に感動した。今ここに、詩的環境を共有する私たち二十七名の同士が一堂に会し、格を破るエネルギーについて、論議すべき絶好のチャンスに恵まれた。

## 栃木市における文化活動
俳句以外の文化活動にも積極的で、昭和50年山本有三記念会設立、昭和54年栃木市文化団体連絡協議会設立、昭和61年とちぎ蔵の街第九の会設立（初代事務局長）、平成5年栃木市文化協会会長、平成14年旧栃木駅舎保存会設立（平成16年に移築保存成功）など、他方面にわたり多くの文化団体の設立に関わり、役職を歴任するなど、常に中心にあり、地域文化向上に尽力した。